# لوکرن
شهر لوکرن (به فرانسوی: Lokeren) در شهرستان سن‌نیکلا در استان فلاندری شرقی در منطقه فلاندری در کشور بلژیک واقع شده‌است.

## نگارخانه

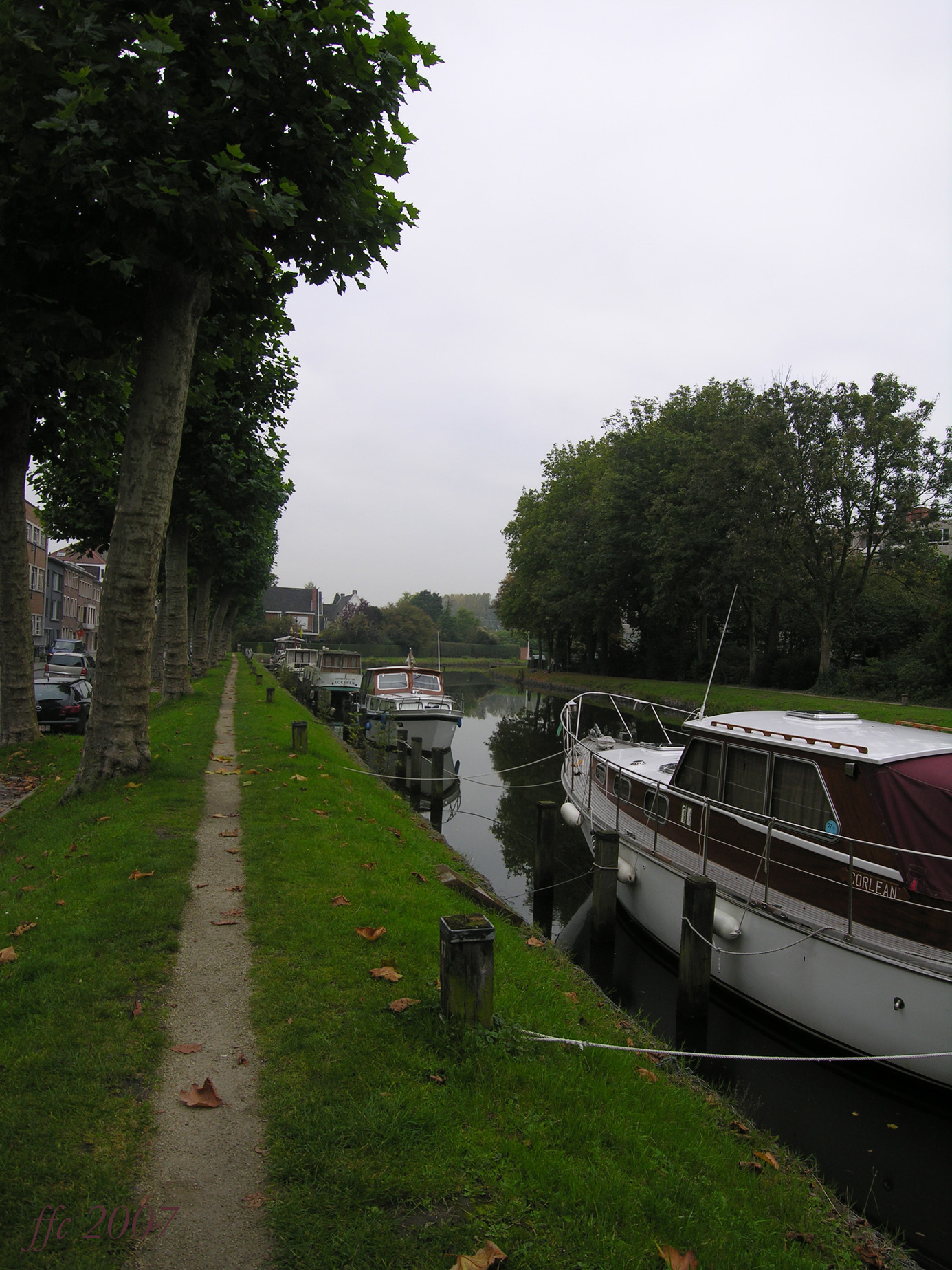
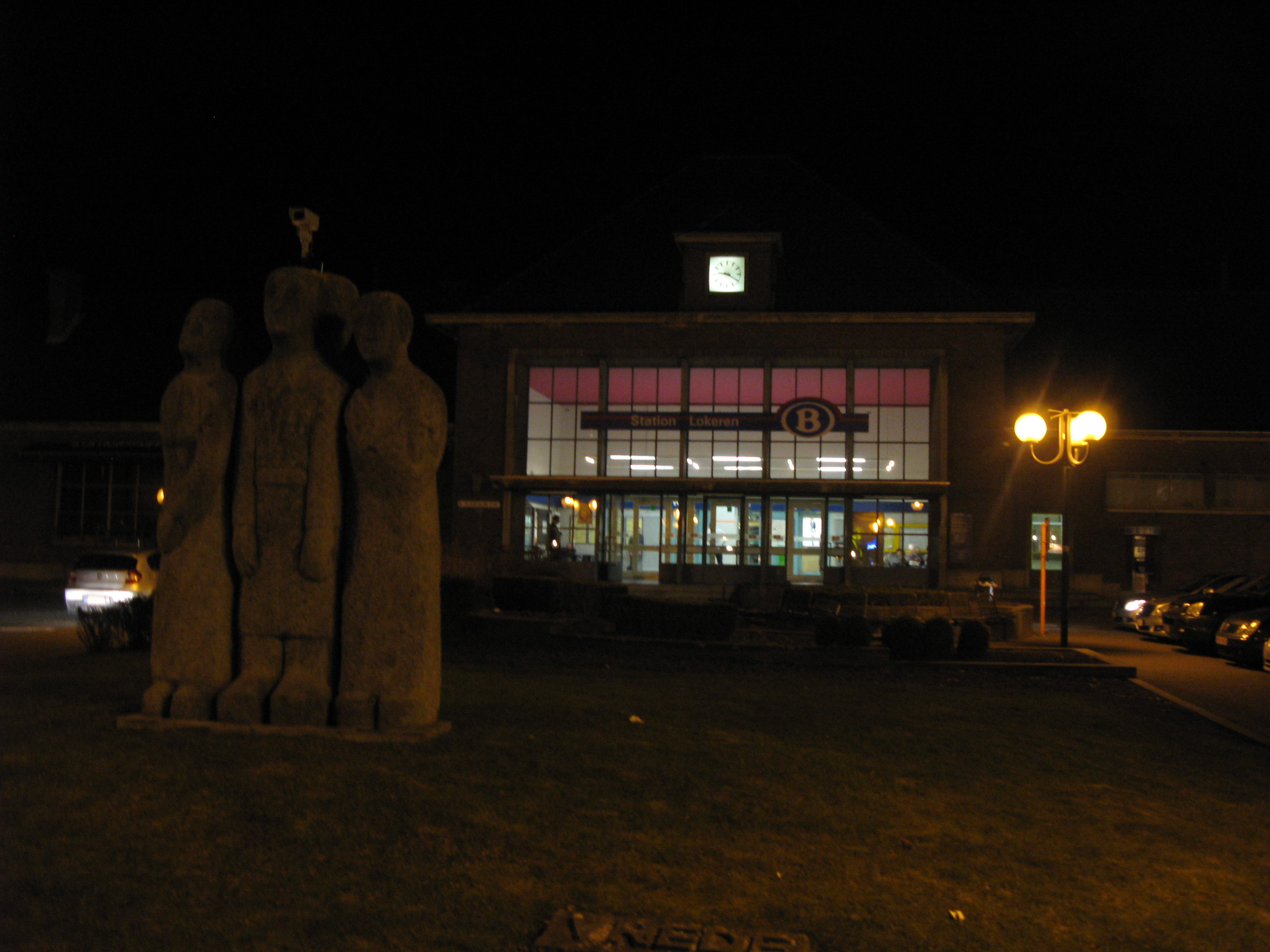
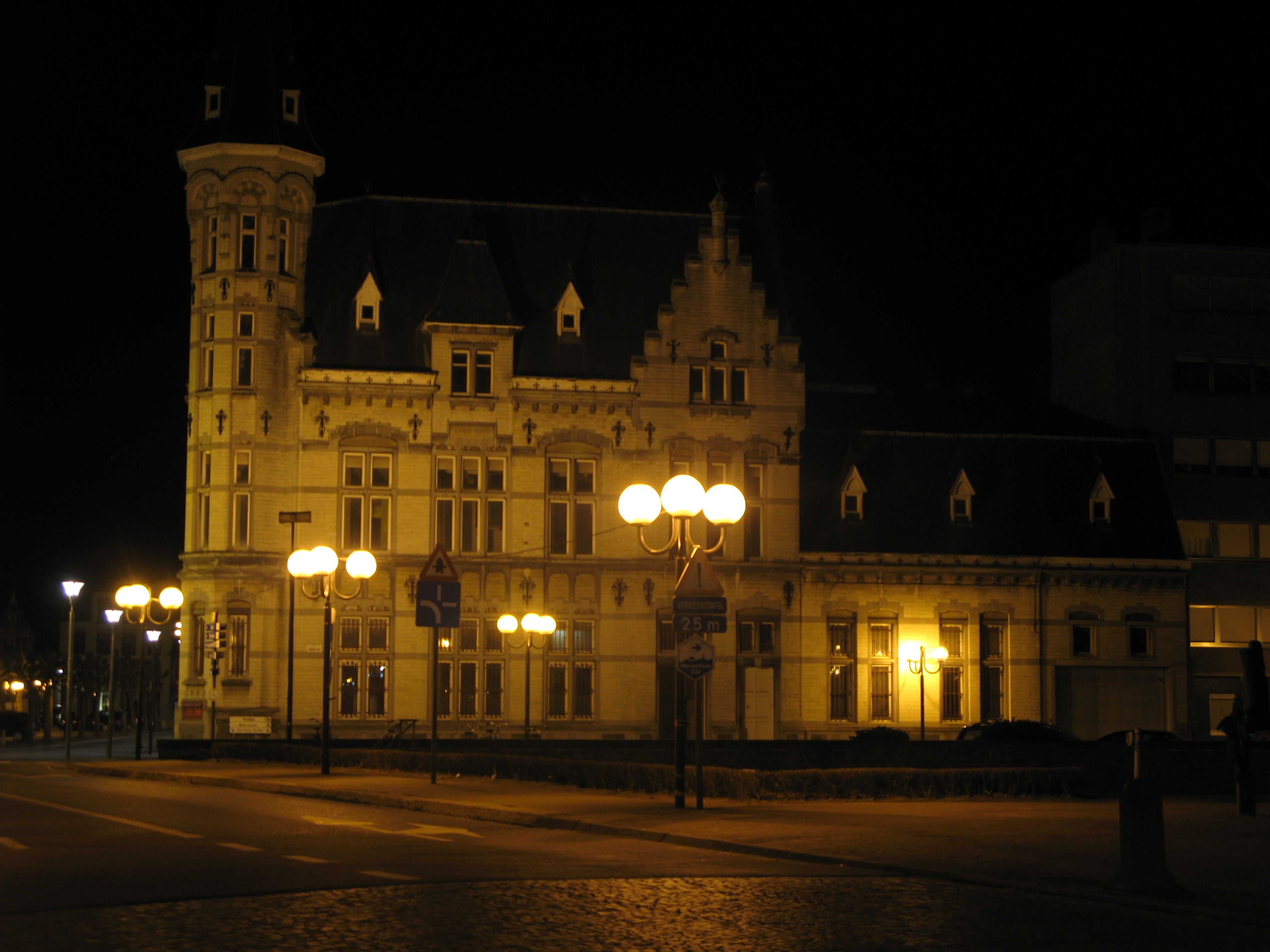